# Koskowo
Koskowo – wieś sołecka w Polsce położona w województwie mazowieckim, w powiecie ostrowskim, w gminie Stary Lubotyń.
Wierni Kościoła rzymskokatolickiego należą do parafii Nawiedzenia Najświętszej Maryi Panny w Starym Lubotyniu.

## Historia
W latach 1921 – 1939 wieś leżała w województwie białostockim, w powiecie łomżyńskim, w gminie Lubotyń.
Według Powszechnego Spisu Ludności z 1921 roku wieś zamieszkiwało 335 osób w 50 budynkach mieszkalnych. Miejscowość należała do parafii rzymskokatolickiej w m. Lubotyń. Podlegała pod Sąd Grodzki i Okręgowy w Łomży; właściwy urząd pocztowy mieścił się w m. Ostrów Mazowiecka.
W wyniku napaści ZSRR na Polskę we wrześniu 1939 miejscowość znalazła się pod okupacją sowiecką. Od czerwca 1941 roku pod okupacją niemiecką. Od 22 lipca 1941 do 1945 włączona w skład Landkreis Lomscha, Bezirk Bialystok III Rzeszy.
W latach 1975–1998 miejscowość administracyjnie należała do województwa ostrołęckiego.

## Straty osobowe i ofiary represji pod okupacją niemiecką w Koskowie[potrzebnyprzypis]
| Nazwisko    | Imię       | Data urodzenia | Data śmierci    | Imię ojca  | Imię matki         |
| ----------- | ---------- | -------------- | --------------- | ---------- | ------------------ |
| Zając       | Antoni     | 1914-05-31     | 2002-02-02      | Jan        | Marianna Szymańska |
| Michalak    | Bronisław  | 1919-02-15     | –               | Piotr      | Franciszka         |
| Michalak    | Alexander  | 1920-12-00     | 1943-04-16      | –          | –                  |
| Macińska    | Czesława   | 1903-08-09     | 1997-07-10      | Franciszek | ?                  |
| Gregorek    | Henryk     | 1922-04-03     | 1999-12-30      | Franciszek | Marianna           |
| Gregorek    | Aleksander | 1907-11-09     | –               | ?          | ?                  |
| Świątkowski | Eugeniusz  | 1923-07-07     | –               | Franciszek | Stanisława         |
| Andrzejczyk | Jan        | 1913-05-20     | 2010-11-03, Ełk | Stanisław  | Anna Bembenek      |
| Jasionowski | Mieczysław | 1923-06-15     | –               | Bronisław  | Marianna           |